# Liste des évêques de Viana
La liste des évêques de Viana recense les noms des évêques qui se sont succédé sur le siège épiscopal de Viana en  Angola depuis la création du diocèse de Viana (en) (Dioecesis Viananensis) le 6 juin 2007, par détachement de l'archidiocèse de Luanda.

## Liste des évêques
- 6 juin 2007 - 11 février 2019 : Joaquim Ferreira Lopes, OFM Cap.
- depuis le 11 février 2019 : Emílio Sumbelelo, précédemment évêque d'Uíge (pt)

## Sources
- (en) Fiche du diocèse sur catholic-hierarchy.org